# Росстон (Арканзас)
Росстон (англ. Rosston) — місто (англ. town) в США, в окрузі Невада штату Арканзас. Населення — 272 особи (2020).

## Географія
Росстон розташований за координатами 33°35′23″ пн. ш. 93°17′7″ зх. д. / 33.58972° пн. ш. 93.28528° зх. д. (33.589657, -93.285356).  За даними Бюро перепису населення США в 2010 році місто мало площу 11,56 км², з яких 11,50 км² — суходіл та 0,06 км² — водойми.

## Демографія
Згідно з переписом 2010 року, у місті мешкала 261 особа в 114 домогосподарствах у складі 68 родин. Густота населення становила 23 особи/км².  Було 134 помешкання (12/км²). 
Расовий склад населення:
| - 62,5 % — чорних або афроамериканців - 36,8 % — білих |

До двох чи більше рас належало 0,8 %. Іспаномовні складали 0,4 % від усіх жителів.
За віковим діапазоном населення розподілялося таким чином: 29,5 % — особи молодші 18 років, 57,5 % — особи у віці 18—64 років, 13,0 % — особи у віці 65 років та старші. Медіана віку мешканця становила 35,5 року. На 100 осіб жіночої статі у місті припадало 105,5 чоловіків;  на 100 жінок у віці від 18 років та старших — 95,7 чоловіків також старших 18 років.
Середній дохід на одне домашнє господарство  становив 36 590 доларів США (медіана — 30 000), а середній дохід на одну сім'ю — 40 453 долари (медіана — 39 688). Медіана доходів становила 26 875 доларів для чоловіків та 23 750 доларів для жінок. За межею бідності перебувало 35,0 % осіб, у тому числі 44,2 % дітей у віці до 18 років та 35,0 % осіб у віці 65 років та старших.
Цивільне працевлаштоване населення становило 160 осіб. Основні галузі зайнятості: освіта, охорона здоров'я та соціальна допомога — 32,5 %, виробництво — 18,8 %, транспорт — 12,5 %, сільське господарство, лісництво, риболовля — 9,4 %.